# Charles du Campe de Rosamel
Pour les articles homonymes, voir Rosamel.
Charles du Campe de Rosamel, né le 14 juin 1833 à Saint-Martin-Boulogne (Pas-de-Calais) et mort le 24 octobre 1897 à Boulogne-sur-Mer (Pas-de-Calais), est un officier de marine et homme politique français 

## Biographie
Fils du contre-amiral Louis du Campe de Rosamel et de Marie Caroline Joséphine Connelly, il est le petit-fils de Claude du Campe de Rosamel, Ministre de la Marine sous la Monarchie de Juillet. 
Il entre dans la Marine en 1849. Capitaine de frégate (décembre 1870), il prend sa retraite d'officier de marine en 1882.
Il succède à son père comme conseiller général du canton d'Étaples, de 1873 à 1886. 
Il est sénateur monarchiste du Pas-de-Calais de janvier 1876 à janvier 1882 et député du Pas-de-Calais de 1885 à 1889.

## Mariage et descendance
Charles de Rosamel épouse, en premières noces, à Lille le 19 octobre 1864 Cécile Caroline Henriette Rémy, et en secondes noces, Marie Faure. 
Du premier mariage, sont issus :
- Charles Henry Marie du Campe de Rosamel (1867-1928), marié en 1895 avec Louise Gougis ;
- Édouard du Campe de Rosamel  (d) (1872-1917), marié à Étaples en 1900 avec Louise Josèphe Guilaine de France ;
- Antoinette Cécile Camille Marie du Campe de Rosamel (1865-1947), mariée en 1884 avec Pierre Joseph de Rocquigny.

## Distinctions
Charles du Campe de Rosamel est nommé chevalier de l'ordre national de la Légion d'honneur le 12 juin 1856.

## Pour approfondir